# 菊池仁康
菊池 仁康（きくち にこう、1895年（明治28年） - 1967年（昭和42年））は、大正から昭和中期の青森県の実業家でロシア文学者。実業家としては板柳銀行頭取を務め、合併後の青森銀行では取締役となったほか、菊屋百貨店社長としても活躍した。
その一方で、ドストエフスキーやプーシキンの翻訳を行うなどロシア文学者としても知られ、詩人福士幸次郎の地方主義運動に参加するなど文化人としても足跡を残した。

## 来歴・人物
青森県北津軽郡板柳町出身。明治大学経済学部中退後、東京の神田のニコライ堂の学校でロシア語を学んだ。東京の税務署に勤務後帰郷し、板柳銀行頭取となった。
1935年（昭和10年）10月1日青森市に菊屋百貨店を開設し、社長に就任。1943年（昭和18年）10月1日板柳銀行が旧青森銀行、第五十九銀行、津軽銀行、八戸銀行と合併し、青森銀行となった際にはその取締役に就任した。
また、1922年（大正11年）1月にプーシキン、トルストイ、チェホフを含むロシア文学史を代表する21名の著作を集めた『露西亜二十一人集』善文社。の翻訳を行い、1936年（昭和11年）から1937年（昭和12年）には『プーシュキン全集』ボン書店。を翻訳を手掛けたほか、1921年（大正10年）1月に『ゴオルキイ全集第5巻』日本評論社。の翻訳にも参加するなどロシア文学者としても活躍した。
こうしたロシア文学者としての活動については青森県近代文学館に寄贈された遺族が発見した原稿などの資料を用いて2010年（平成22年）1月16日から2010年（平成22年）3月22日に「新収蔵資料展 ― ロシア文学者 菊池仁康 ―」という展覧会として一般にも公開された。
その他に関東大震災で被災し、東京から1917年（大正6年）12月末に帰郷した詩人福士幸次郎に住居や仕事の紹介などの世話をしただけでなく、1918年（大正7年）1月には2人の連名で「地方文化パンフレット発刊の趣意書」を出して地方主義運動を共に起こすなど、その活動を支援したことでも知られている。
1967年（昭和42年）死去。享年72。

## 主な翻訳書
- 『露西亜二十一人集』善文社、1922年1月。
- 『プーシュキン全集 第一巻』ボン書店、1936年9月1日。
- 『プーシュキン全集 第二巻』ボン書店、1937年1月10日。
- 『ゴオルキイ全集第5巻』日本評論社、1921年1月31日。